# Barkskinn
Barkskinn (Dendrothele alliacea) är en svampart som först beskrevs av Lucien Quélet, och fick sitt nu gällande namn av P.A. Lemke 1965. Enligt Catalogue of Life ingår Barkskinn i släktet Dendrothele,  och familjen Corticiaceae, men enligt Dyntaxa är tillhörigheten istället släktet Dendrothele,  och familjen Lachnellaceae. Arten är reproducerande i Sverige. Inga underarter finns listade i Catalogue of Life.